# Исайченко, Виктор Викторович
Виктор Викторович Исайченко (8 февраля 1976) — российский футболист, выступавший на позиции защитника. Известен по выступлениям за клубы первого и второго дивизионов России.

## Биография
Воспитанник барнаульского футбола. В 16-летнем возрасте начал выступать на взрослом уровне в составе местного клуба «Политехник-92», игравшего во второй лиге России. С 1996 года выступал за новокузнецкий «Металлург», за четыре сезона провёл более 100 матчей во второй лиге.
В 2000 году перешёл в «Томь», выступавшую дивизионом выше. За следующие четыре с половиной сезона сыграл более 100 матчей. В 2004 году, когда «Томь» успешно выступила в первом дивизионе, не имел места в основном составе, сыграв всего четыре матча, и во время летнего перерыва был отдан в аренду в свой прежний клуб «Металлург». По окончании сезона «Томь» был выставлен на трансфер.
В дальнейшем выступал за челябинский «Спартак» и иркутскую «Звезду». В 2007 году вернулся в Барнаул и в течение шести сезонов играл за местное «Динамо», провёл более 100 матчей во втором и первом дивизионах. В 2007 году стал победителем турнира восточной зоны второго дивизиона.
Завершил профессиональную карьеру в возрасте 37 лет. Всего сыграл более 450 матчей, в том числе более 170 матчей в первом дивизионе и более 270 — во втором, а также более 25 — в Кубке России. Лучшее личное достижение в Кубке — участие в матче 1/8 финала против «Торпедо-Металлурга» в сезоне 2003/04.
Играл в Барнауле за любительские команды. С середины 2010-х годов выступает в соревнованиях ветеранов.